# Пам'ятник Тарасу Шевченку (Білгород-Дністровський)
Пам'ятник Тарасові Шевченку в Білгороді-Дністровському — пам’ятник українському поету Тарасові Шевченку, встановлений у центрі міста Білгород-Дністровський, на вулиці Михайлівській, біля міської ради. Відкритий 2004 року.

## Історія
19 вересня 2004 р. пам'ятник, який створив скульптор Олексій Копйов,  був відкритий

## Опис
Біля пам'ятника — дві плити. На одній — рядки з вірша «Заповіт», на іншій — перелічені автори пам’ятника та люди і організації, які допомогли збудувати пам’ятник.
Парк Перемоги (Білгород-Дністровський).